# リビアの盾
リビアの盾（英語:Libya Shield Force）とは、リビアの反体制派のうち2012年に結成された民兵組織である。早くも2012年中には組織の一部がアルカーイダと関連していると指摘された。
2012年の駐リビア米国大使の殺害事件の際は、現地の米国人を支援するなどした。
2014年前半までは、「2月17日殉教旅団」や「ラーフッラー・サハーティー 旅団」と並んで、政府公認の民兵組織としてベンガジの治安回復・維持に努めたが、リベラル派の市民デモ隊とたびたび衝突して市民に多数の死傷者が発生するなどした。そのため、市民からの支持はあまり得られておらず、世俗派の市民が治安回復で頼りにしているのは旧リビア特殊部隊のサーイカである。